# Mączka fosforytowa
Mączka fosforytowa – nawóz fosforowy produkowany przez zmielenie niskoprocentowych fosforytów.

## Skład
Nie higroskopijny pył o barwie kremowoszarej. Zawiera 29% P2O5 w formie trudno rozpuszczalnego fosforanu trójwapniowego Ca3(PO4)2.

## Zastosowanie
Mączka fosforytowa wykorzystywana jest jako wolno działający, przedsiewny nawóz pod rośliny o długim okresie wegetacji także na łąki i pastwiska.
Mączkę fosforytową można mieszać z kainitem, nie można mieszać z wapnem ani nawozami zawierającymi wapno palone.